# Rivne
Rivne (tiếng Ukraina: Рівне) hay Rovno (tiếng Nga: Ровно; tiếng Đức: Röwne; tiếng Ba Lan: Równe; tiếng Yid: ראָוונע) là một thành phố lịch sử tỉnh lỵ tỉnh Rivne và huỵen Rivne xung quanh nó ở phía tây của Ukraina. Thành phố Rivne có diện tích km², dân số theo điều tra vào năm 2022 là 243.873 người. Đây là thành phố lớn nhất tỉnh Rivne. Thành phố có sân bay Rivne.